# Fanfaren- und Spielmannszug der Stadt Büdingen
Der Fanfaren- und Spielmannszug der Stadt Büdingen e. V. ist ein am 28. März 1960 in der Rechtsform eines eingetragenen Vereins gegründeter Fanfaren- und Spielmannszug mit Sitz in Büdingen. Der Verein kann verschiedene nationale und internationale Erfolge und Titel vorweisen.

## Geschichte
Wenige Tage nach der Konstituierung am 28. März 1960 nahm der Fanfaren- und Spielmannszug den Übungsbetrieb auf und die ersten Instrumente wurden gekauft. Das rege Interesse bescherte dem Verein ein schnelles Wachstum, so dass der Verein bereits nach acht Wochen über 38 aktive, meist jugendliche Mitglieder gewinnen konnte. Den Erwerb von Instrumenten und Uniformen unterstützte die Stadt Büdingen.
Im Mai 1961 nahm der Fanfarenzug an seinem ersten Wettstreit in Groß-Gerau teil. Die Musiker trugen rot-weiße Uniformen. Die Zahl der öffentlichen Auftritte wuchs in den folgenden Monaten stetig. 1963 wurden mit Unterstützung des Landes Hessen, des Magistrates und einer Spendenaktion historische Uniformen angeschafft. Der Entwurf der Landsknechtuniformen stammte vom Büdinger Ehrenbürger Martin Bauss in Anlehnung an historische Büdinger Landsknechtsuniformen.
1963 belegte der Fanfarenzug in der Fanfaren-Sonderklasse in der Rhein-Main-Halle Wiesbaden den ersten Platz und errang den Hessenpokal. Über 100 erste und zweite Platzierungen folgten, darunter der Silberpokal des Hessischen Ministerpräsidenten Dr. Georg August Zinn, der Pokal der Deutschen Lufthansa, der Europapokal für die Fanfaren-Sonderklasse 1965 und der Silberpokal der Stadt Köln für das beste Bühnenspiel anlässlich des Europapokal-Wettstreits.
1964 erweiterte der Fanfarenzug des Instrumentarium um Tenorhörner, Bariton- und Bassfanfaren, alles Naturtoninstrumente ohne Ventile. Der damaligen Ausbilder und Stabführer Hans Geyer (1960–1980) komponierte und arrangierte für diese neue instrumentale Besetzung Musikstücke, die von vielen Fanfarenzügen übernommen wurden, so etwa der „Rumba“, der noch heute im Repertoire vieler Musikvereine ist. Durch das neue Instrumentarium konnte das Darbietungspotential deutlich erweitert werden, etwa um südamerikanische Rhythmen und konzertante Musik.
Um ihre Spitzenposition zu halten, wurden 1965 auch Showelemente einstudiert. so wurde der Fanfarenzug in manche Fußballstadien eingeladen, um in der Halbzeit auf dem Sportfeld eine Musikshow zu zeigen. Als Ideenführer in der Entwicklung der Fanfarenzüge hat er auch als einer der ersten Züge eine Damengruppe (Twirlinggruppe) in die Showelemente eingebaut.
Während der Weltmusikfestspiele 1966 im holländischen Kerkrade errang der Fanfaren- und Spielmannszug in der ersten Division die Goldmedaille.
Im gleichen Jahr legte der Fanfarenzug verstärkt Gewicht auf die Nachwuchsförderung, mit der der musikalische Nachschub des Seniorenzugs gesichert wurde.
Angeregt durch die Teilnahme an ausländischen Musikwettbewerben wurde die Idee geboren, auch in Büdingen eine große internationale Musikveranstaltung durchzuführen, was dank des guten Organisationstalents des damaligen Vorstandes auf Anhieb gelang.
1967 veranstaltete der Verein die ersten internationalen Musikwettspiele um den Preis der Nationen, das goldene Untertor. Über 2500 Musiker und 5000 Besucher nahmen an diesem auf sehr hohem Niveau stehenden internationalen Vergleich teil. Das ZDF zeichnete die Darbietungen auf und sendete hiervon 60 Minuten als Sonntagskonzert.
1969 folgte der zweite internationale Musikwettstreit mit Teilnehmern aus Spanien, England, Holland, Belgien und Österreich sowie aus allen Teilen der Bundesrepublik.
Zu den 1972 und 1976 folgenden Veranstaltungen erweiterte sich der Teilnehmerkreis um Musiker aus Italien, Portugal, Schweden und der Tschechoslowakei. Insgesamt traten zum Wettstreit rund 3000 Musiker an.
1980 wurde der wohl größte internationale Wettstreit Hessens in Büdingen ausgerichtet. Über 3400 Musiker aus elf Nationen folgten der Einladung.
In den nächsten Jahren folgten viele Auftritte im In- und Ausland. Durch die Überalterung der Aktiven musste der Fanfarenzug Mitte der 1990er Jahre seinen Spielbetrieb deutlich einschränken. Erst 1997 griffen einige Spieler die Idee auf, über die Jugendarbeit mit einer Drumband den Fanfaren- und Spielmannszug wieder mit Leben zu füllen.

## Drumband Büdingen

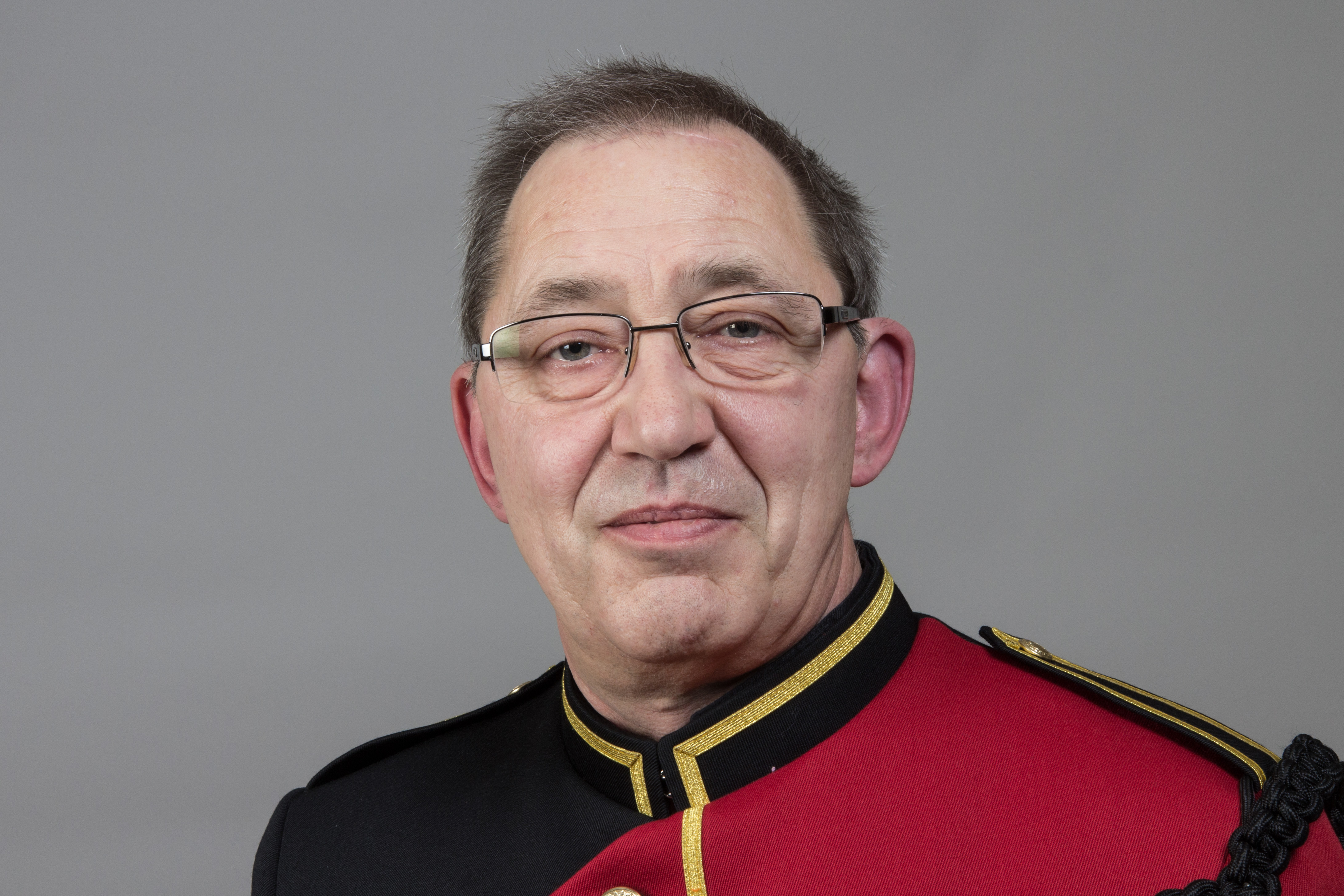
Andreas Stolle, 2014

Die Drumband Büdingen entstand 1997 nach fast 10-jähriger Spielpause aus ehemaligen Musikern des Fanfarenzuges Büdingen, hier insbesondere durch Andreas Stolle und Frank Scheller. Gleichzeitig begann auch die Jugendausbildung, die bis heute ein Schwerpunkt der musikalischen Arbeit der Drumband ist.
Bereits nach wenigen Jahren konnte sich die Drumband der Titel Deutscher Meister und Hessenmeister erfreuen.
Erfolge der Drumband Büdingen:
- 30. April 2000 – Großer Preis der Autostadt Wolfsburg
  - 1. Platz Drumband-Klasse
  - 4. Platz Marsch-Klasse

- 12. Mai 2001 – LSW Meisterschaft in Michelbach
  - 2. Platz Drumband-Klasse
  - 5. Platz Marsch-Klasse

- 3. Juni 2001 – Bundesmusikfest Friedrichshafen
  - Bewertung Bühne: „ausgezeichnet“
  - Bewertung Marsch: „sehr gut“

- 30. September 2001 – Hessische Meisterschaft in Büdingen
  - 1. Platz Drumband-Klasse

- 2. Juni 2002 – Landeswertungsspiel des Hessischen Musikverbandes in Langen
  - Bewertung Bühne: „sehr gut“

- 27. Oktober 2002 – Verbandsmeisterschaft in Neustadt an der Weinstraße
  - 1. Platz Drumband-Gästeklasse
  - 2. Platz Marsch-Gästeklasse

- 29. Juni 2003 – Deutschlandpokal Alsfeld
  - 3. Platz Drumband-Klasse
  - 2. Platz Marsch-Klasse

- 1. Mai 2005 – Großer Preis der Autostadt Wolfsburg
  - 2. Platz Drumband-Klasse
  - 5. Platz Marsch-Klasse
  - Bürgerpokal Marschklasse

- 20. Mai 2006 – Verbandsmeisterschaft des Hessischen Musikverbandes in Bad Schwalbach
  - 1. Platz Drumband-Klasse, Hessenmeister, Tageshöchstwertung

- 19. Mai 2007 – Bundesmusikfest Deutsche Meisterschaft in Würzburg
  - Deutscher Meister – Percussions-Ensemble

- 24. Juni 2007 – Deutschlandpokal Alsfeld
  - Drumband – 2. Platz Drumband-Klasse
  - B-Band – Deutschlandpokal Marsch-Klasse

- 23. Mai 2009 – Verbandsmeisterschaft des Hessischen Musikverbandes in Bad Schwalbach
  - Drumband – 1. Platz Oberstufe, Hessenmeister, Tageshöchstwertung
  - B-Band – 1. Platz Mittelstufe
  - Jugend-Drumband 1. Platz Unterstufe

- 3. Juli 2010 – Deutsche Meisterschaft in Rastede
  - Drumband – Deutscher Vize-Meister Percussion-Ensemble 1. Liga
  - B-Band – 2. Platz Percussion-Ensemble 2. Liga
  - Jugend-Drumband 4. Platz Percussion-Ensemble 2. Liga

- 29. Mai 2011 – Deutschlandpokal Alsfeld
  - Drumband – 1. Platz Drumband-Klasse, Deutschlandpokal
  - Jugend-Drumband – 2. Platz Drumband-Klasse

- 2. Juni 2012 – Verbandsmeisterschaft des Hessischen Musikverbandes in Hailer-Meerholz
  - 1. Platz Drumband-Klasse, Hessenmeister, Tageshöchstwertung

- 11. Mai 2013 – Bundesmusikfest Deutsche Meisterschaft in Chemnitz
  - Deutscher Meister – Percussions-Ensemble
  - Tageshöchstwertung

- 19. Mai 2013 – Verbandsmeisterschaft des Musik- und Show-Verbandes in Altenstadt
  - Drumband – 1. Platz Drumband-Klasse, Tageshöchstwertung
  - Jugend-Drumband – 1. Platz Jugend-Klasse

- 6. Oktober 2013 – Verbandsmeisterschaft der Feuerwehrmusik Hessen in Künzell Bachrain
  - Drumband – Prädikat "ausgezeichnet"
  - Gruppensieger Drumband-Klasse
  - Tageshöchstwertung
  - Ehrenpreis des Hessischen Ministerpräsidenten
  - Jugend-Drumband – Prädikat "gut"